# Fang (volk)

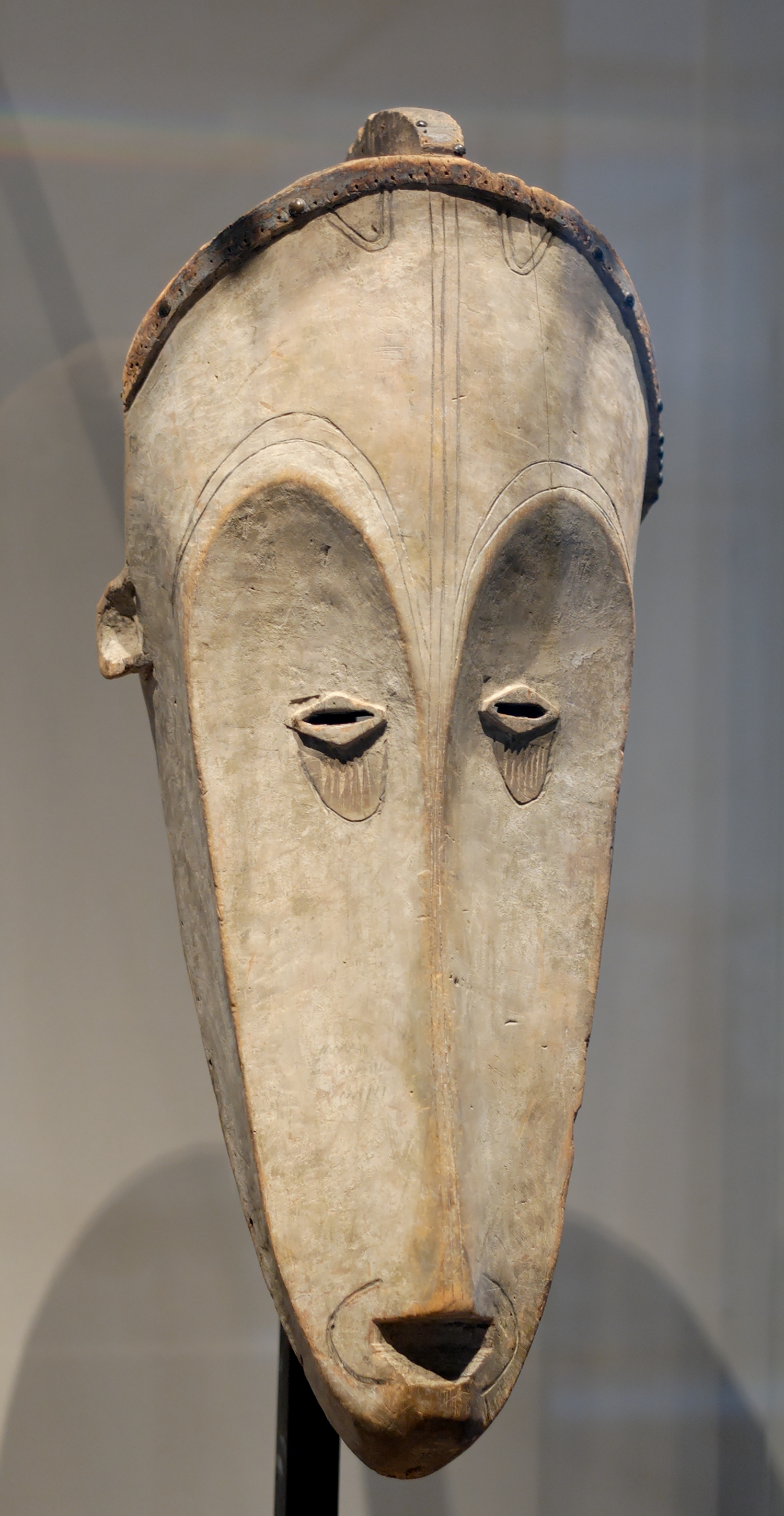
Masker van de Fang van het ngil genootschap (Louvre)

De Fangs zijn een in West-Afrika verbreide etnische groep, die hoofdzakelijk in Equatoriaal-Guinea (80% van de bevolking), Gabon (11,5% van de bevolking) en – in kleine groepen – in zuidelijk Kameroen (15% van de bevolking) leven. De taal van de bevolkingsgroep is Fang of Pangwe. Deze taal wordt gerekend tot de familie van de Bantoetalen.

## Religie
De Fangs hadden oorspronkelijk een monotheïstische religie. Aan het begin van de 20e eeuw werden ze door christelijke missionarissen bezocht, wier leer ze in hun eigen geloof integreerden. Tevens werden ze sterk door het geloof van de Mitsogo's, een naburig volk, beïnvloed. Tegenwoordig zijn de meeste Fangs christenen.

## Kunst
De Fangs staan bekend om hun kunst; vooral hun houtsnijwerk en sculpturen zijn beroemd.

### Maskers

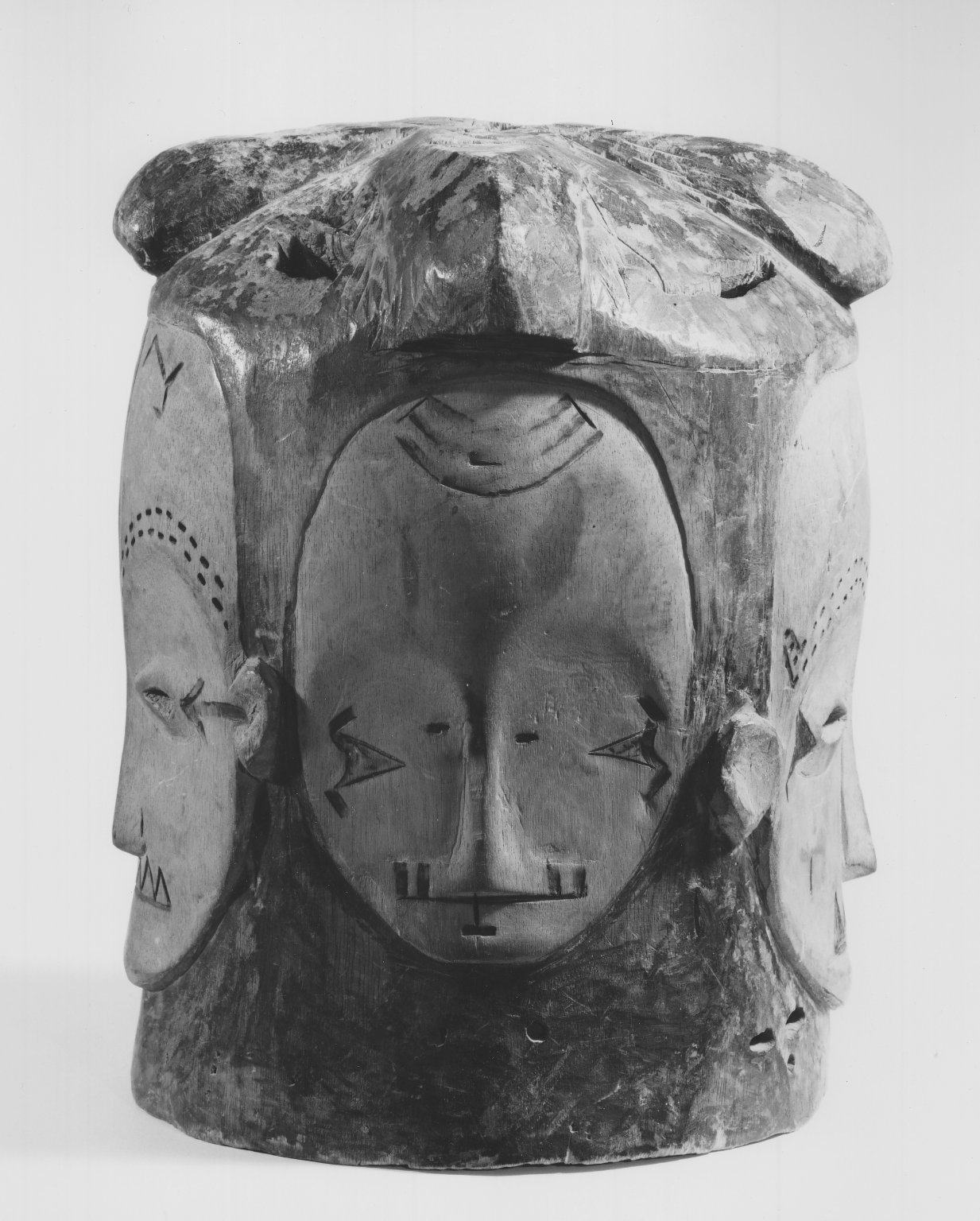
Ñgontang helm-masker met 4 gezichten

Een deel van de oude tradities en het gebruik van bepaalde maskers, zoals het Ngil gezichtsmaker, zijn in het midden van de twintigste eeuw verdwenen. Deze maskers werden door de leden van het Ngil mannen-genootschap gedragen tijdens de initiatie van nieuwe leden en bij de vervolging van misdadigers. De dragers droegen daarbij een kostuum van raffia. Ze verschenen na zonsondergang, als het donker was in het dorp. De lijnen op het hierbij afgebeelde masker zijn representatief voor de stijl van de zuidelijke Fang. Het masker is wit geschilderd, waarschijnlijk met kaolien. Deze witte kleur staat voor de symboliek van de doden en de macht van de voorouders.
Deze maskers zijn uiterst zeldzaam geworden. In 2023 werd er geschat dat er maar 10 wereldwijd bestaan.
De Fang gebruiken ook ngontang maskers, die meerdere gezichten hebben. Deze maskers zijn relatief recent geïntroduceerd aan het begin van de twintigste eeuw. De maskers worden tegenwoordig vooral gebruikt om het publiek tijdens feesten te amuseren.

## Economie
Vanaf de koloniale tijd hadden de Fangs een eigen munt, die uit koper en ijzer bestond. Vandaag de dag leven ze hoofdzakelijk van de cacaoteelt en van de visvangst.

## Bekende Fang
Een bekende Fang was Léon M'ba, de voormalige president van Gabon.
- Bibliothèque nationale de France: cb119635455 (data)
- Gemeinsame Normdatei: 4075837-0
- Library of Congress Control Number: sh85047097
- Nationale Bibliotheek van Israël: 987012431003305171
- Système universitaire de documentation: 027636569